# Rollingwood (Californië)
Rollingwood is een plaats in Contra Costa County in Californië in de VS.

## Geografie
Rollingwood bevindt zich op 37°57′56″Noord, 122°19′53″West. De totale oppervlakte bedraagt 0,5 km² (0,2 mijl²) wat allemaal land is.

## Demografie
Volgens de census van 2000 bedroeg de bevolkingsdichtheid 5331,9/km² (14.036,3/mijl²) en bedroeg het totale bevolkingsaantal 2900 dat bestond uit:
- 33,14% blanken
- 10,41% zwarten of Afrikaanse Amerikanen
- 1,10% inheemse Amerikanen
- 23,79% Aziaten
- 0,45% mensen afkomstig van eilanden in de Grote Oceaan
- 24,52% andere
- 6,59% twee of meer rassen
- 42,24% Spaans of Latino

Er waren 734 gezinnen en 629 families in Rollingwood. De gemiddelde gezinsgrootte bedroeg 3,94.

## Plaatsen in de nabije omgeving
De onderstaande figuur toont nabijgelegen plaatsen in een straal van 8 km rond Rollingwood.